# 대암천 (울산)
대암천(大岩川)은 울산광역시 울주군 삼동면 하잠리의 인동골에서 발원하여 동류하다가 언양읍 구수리에서 둔기천의 지류인 보은천의 대암호로 흘러드는 강이다.